# Їржі Трнка (лялькар)
Їржі Трнка (Czech: [ˈJɪr̝iː ˈtr̩ŋka] ; 24 лютого 1912 року — 30 грудня 1969 року) — чеський лялькар, ілюстратор, аніматор кінофільму та режисер.
Їржі найбільш відомий своєю роботою в анімації з ляльками, яка розпочалася в 1946 році. Більшість його фільмів були призначені для дорослих, а багато були адаптаціями літературних творів. Через його вплив на анімацію його назвали « Уолтом Діснеєм Східної Європи» незважаючи на великі відмінності між їх творами. В 1968 році він здобув міжнародну медаль Ганса Крістіана Андерсена.

## Біографія
Їржі Трнка народився в Пльзені, на заході Чехії. Батько був сантехніком, а мати кравчиною, вони залишались дуже близькими до свого селянського походження. У дитинстві юний Їржі насолоджувався ліпленням ляльок з дерева та влаштовував невеликі шоу для друзів.
Згодом він відвідував уроки в професійному училищі у своєму рідному місті, де зустрів свого вчителя Йозефа Скупу, який з часом став провідним громадським діячему світі чеських ляльководів. Скупа був його наставником, доручив Трнку певні обов'язки і зумів переконати його родину, яка спочатку не хотіла, дозволити йому вступити до престижної школи прикладного мистецтва в Празі, яку закінчив у1929-1935 роках.

## Кар'єра ілюстратора
Через навчання у школі мистецтв та досвіду роботи в друкарні, Трнка незабаром розпочав успішну кар'єру ілюстратора. Його найняли у празькому видавництві « Мелантріх». Першою його ілюстраційною роботою стала « Тигр пана Бошка» («Тигр пана Бошека») Вітеслава Шмейца, видана в 1937 році.
Трнка ілюструвала численні дитячі книги. Протягом життя він проілюстрував 130 літературних творів, більшість з яких — для дітей. Особливо відомими є його ілюстрації до казок братів Грімм, і збірки народних казок чеських авторів, таких як Їржі Хорак та Ян Паленічек. З фольклором також пов'язані його ілюстрації до Баджаї Володимира Голана, опубліковані в 1955 році, які були відправною точкою для його майбутнього в анімації. На додаток до вищезазначеного, Трнка проілюстрував казки про Андерсена та Перро, байки « Ла Фонтен», «Тисяча і одна ніч», кілька творів Шекспіра та « Аліси в країні чудес» Льюїса Керролла.
Робота ілюстратора давала йому ідеї для створення анімаційних фільмів, як це сталося з Баджаджею та «Сном в літню ніч» .
Трнка також створив дитячі книги як письменник та ілюстратор, наприклад «Через чарівні ворота», видану в 1962 році в Лондоні.
Премія Ганса Крістіана Андерсена, присуджена Міжнародною комісією з питань книг для молоді, є найвищим визнанням письменника чи ілюстратора дитячих книг. Трнка отримав нагороду Illustrator у 1968 році.

## Кар'єра аніматора

### Початок
Закінчивши Празьку школу декоративно-прикладного мистецтва, Трнка створив ляльковий театр у 1936 році. Ця група була розпущена, коли почалася Друга світова війна, і натомість він розробляв декорації для сцен та ілюстрував книги для дітей протягом усієї війни. Наприкінці Другої світової війни він заснував разом з Едуардом Гофманом та Їржі Брдечкою анімаційну студію « Bratři v triku». Розпочав свою діяльність у вивченні анімації зі створення двохвимірних короткометражних анімаційних фільмів: Дід посадив буряк, 1945, Тварини та бандити, 1946, яка була нагороджена на І Каннському кінофестивалі, лише через рік після того, як він почав працювати у кіно, Восени 1946 року він вперше розглянув анімаційні фільми про ляльки і почав експериментувати за допомогою Бржетіслава Пояра.

### Ранні фільми (1947—1950)
Результатом став його перший повнометражний фільм «Шпалічек» (Чеський рік, 1947) за мотивами книги, проілюстрованої Міколашем Алешем. Фільм складається з шести короткометражних фільмів, які виставляють на сцену легенди та звичаї своєї країни: Карнавал (Масопуст), Весна (Яро), Легенда про Святого Прокопія (Легенда або сватем Прокопу), Хресний хід (Паут), вечірка в селі (Посвічені) та Віфлеємі (Бетлем). Фільм привернув міжнародну увагу до чеської анімації та був нагороджений на багатьох фестивалях, включаючи Венеціанський кінофестиваль .
З 1948 року студії Трнка почали отримувати субсидії від уряду. Наступним фільмом, який вони випустили, був Соловей імператора, 1949, за мотивами історії Ганса Крістіана Андерсена . На відміну від попереднього, це справжній художній фільм з єдиною сюжетною лінією. У фільмі також є реальні актори (двоє дітей, Гелена Патроцкова та Яромир Собота) хоча лише в пролозі, що передує самій історії. Ляльки та декорації суттєво відрізняються від попереднього фільму, враховуючи обстановку ідеалізованого імперського Китаю. Фільм виграв численні нагороди на міжнародних фестивалях у Європі та США.
Протягом 1949 року Тренка також зняв три короткометражні фільми з анімаційними ляльками: Історія баса, або Роман з басом), адаптований за повістю Антона Чехова; Диявольський млин" та « Пісня про прерію», західна пародія, вільно заснована на Диліжансі (відомий у країні Трнка як «Старанність») Джона Форда.
Наступного року він створив свою третю художню анімацію з ляльками «Принц Баяя», 1950) за мотивами двох історій письменниці Божени Немцової. Це історія фермера, якому вдається стати лицарем, який перемагає дракона і завойовує любов принцеси .

### П'ятдесяті роки
Протягом першої половини наступного десятиліття Трнка експериментував з новими техніками у своїх коротких анімаціях. Повернувся до мультфільму «Золота рибка», 1951 та анімаційних тіньових ляльок у «Два морозики» (1953). У Веселому цирку (Веселий цирк, 1951) він використовував техніку, яка передбачала зупинку руху за допомогою двовимірних вирізів з паперу. Однак він нехтував створенням будь-якого анімаційного повнометражного лялькового фільму. У нього була ідея зняти фільм про Дон Кіхота, але проєкт не був добре сприйнятий чехословацькою владою. У 1953 р. відбулася прем'єра його чвертьфільму «Старі чеські легенди», 1953 р.
Аналогічно досліджуючи класику чеської літератури, Трнка в 1955 р. зіткнувся з проблемою адаптації на екран надзвичайно популярного твору — антивоєнної сатири Ярослава Гашека «Добрий солдат Швейк» . На той момент вже існували екранізації цієї роботи, зроблені з реальними акторами, але Трнка був першим, хто зняв анімаційний фільм про персонажа. Для побудови ляльок Трнку надихнули ілюстрації до оригінальної книги, зроблені Йозефом Ладою, які в народній уяві були тісно пов'язані з героями Гашека. Він отримав кілька нагород на міжнародних фестивалях.
У 1959 році він зробив свій останній художній фільм: Сон в літню ніч, 1959 р., адаптований з одним із найвідоміших творів Вільяма Шекспіра . Трнка раніше ілюстрував цю книгу, тому він її добре знав. В своїй адаптації він зосередив увагу, крім зображень, на музиці Вацлава Трояна і прагнув надати фільму атмосферу балету, для чого навіть найняв радником відомого танцюриста. Ляльки, використані у фільмі, були побудовані не з дерева, а із спеціально виготовленого пластику, що дозволило більш детально моделювати обличчя. Хоча це не уникло певної критики, фільм мав шалений міжнародний успіх і визнаний одним із шедеврів Трнки.

### Шістдесятники

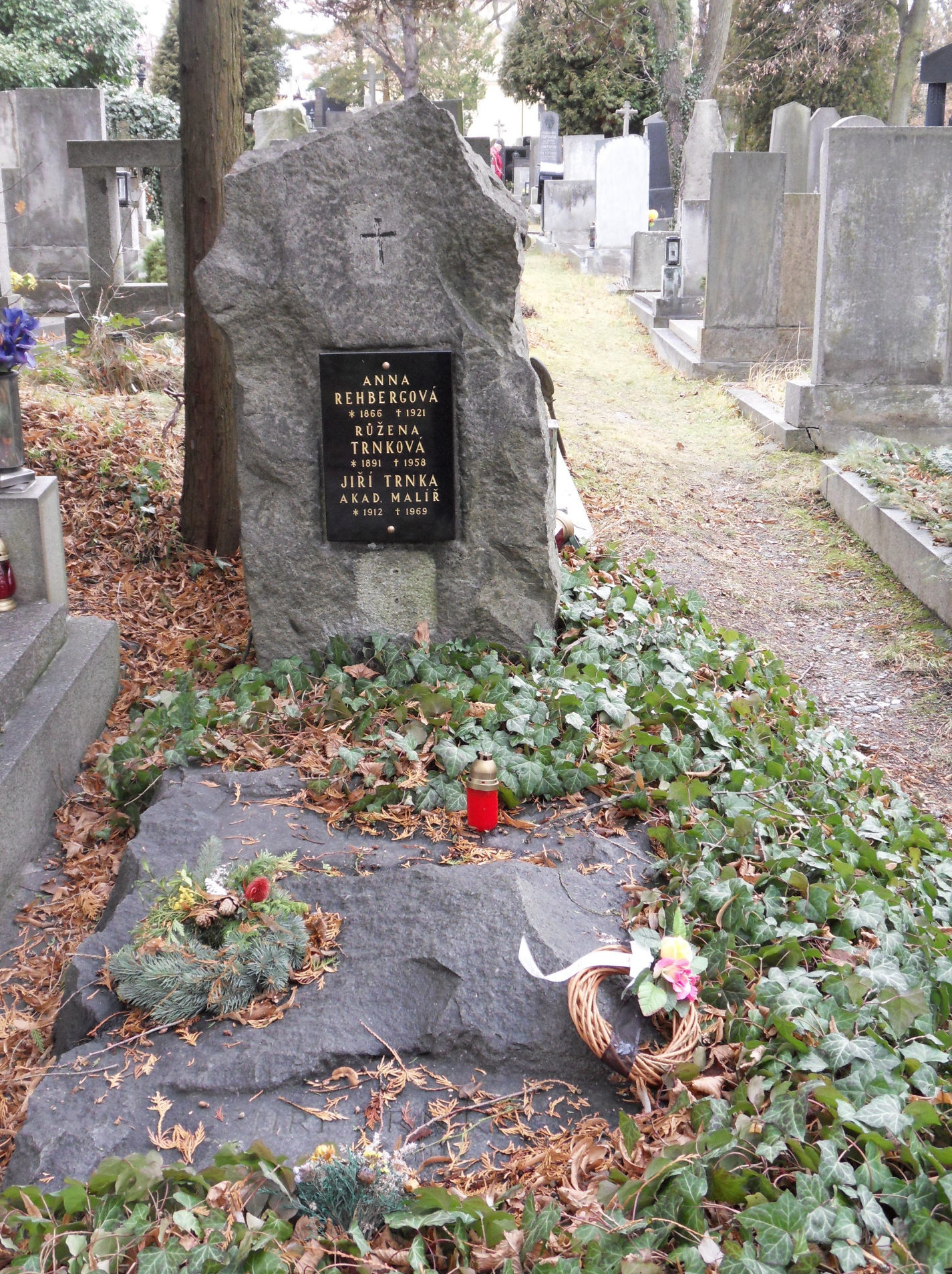
Могила Їржі Трнка на Центральному кладовищі в Пльзені

Протягом наступного десятиліття режисер зняв лише кілька короткометражних фільмів, які поступово переходили в песимістичний тон. Першим був фільм«Пристрасть», 1962, історія молодого чоловіка, захопленого своїм мотоциклом.
Він вважав найкращим твором короткий фільм Рука, 1965, його останній фільм. За словами Бендацці, Рука є «своєрідним гімном творчій свободі, що вирує». Йдеться про скульптора, якого відвідує величезна рука, яка прагне завершити скульптуру сама по собі. Відхиляючи нав'язування, художника постійно переслідують за руку, закінчуючи наведеним самогубством і рукою, яка служить на його похоронах. Рука вважається протестом проти умов, які чехословацька комуністична держава встановлює для художньої творчості, і навіть деякі бачили в ній очікування так званої Празької весни.

### Смерть
Їржі Трнка помер від ускладнень на серці в 1969 році, коли йому було лише 57 років, у Празі. Його похорон, який відбувся у Пльзені, був великою публічною подією.

## Техніка анімації
Протягом своєї кар'єри Трнка експериментував з різними техніками анімації — від традиційних мультфільмів у перших шортах до анімації з тіньовими ляльками. Однак його улюбленим методом і тим, що приніс йому всесвітню популярність, була маріонеткова робота зупинки. Його різьблені герої ляльок були анімовані в складних декораціях з виразним використанням освітлення. Таким чином він зміг здійснити мрію чеських скульпторів бароко привести свої скульптури в рух.
рнка займався не стільки самою анімацією, скільки розробкою сценаріїв та виготовленням ляльок. У його студії була підготовлена команда аніматорів, серед яких особливо Бретислав Пояр відповідав за анімацію багатьох фільмів Трнки. Іншими видатними аніматорами зі студій Трнки були Станіслав Латал Трнка, Ян Карпас, Срамек Богуслав, Франтішек Зденек Храбар та Франтішек Браун.
Незважаючи на те, що анімаційні фільми з маріонетками вже були зроблені до Трнки, він відповідає головному напряму цієї техніки, яка пізніше використовувалась у багатьох частинах світу. На відміну від того, що було зроблено раніше, Тренка вирішив не змінювати зовнішній вигляд ляльок зі штучними елементами, щоб позначити їх емоції, а зберегти його незмінним, отримавши вираз через зміни в обрамленні та освітленні. За словами Поджара:
Він надавав очам невиразний погляд. З простим поворотом голови, або зі зміною освітлення, піднялися усміхнені вирази обличчя, або нещасні, або мрійники. Це створювало враження, що лялька приховувала більше, ніж показувала.
Сценарії фільмів також були власною роботою Трнки, який часто використовував твори чеських авторів (багато з яких були пов'язані з популярним фольклором), а також класики світової літератури, такі як Чехов, Боккаччо та Шекспір.
У анімаційних фільмах Трнка музика мала важливу роль. У всіх його фільмах та кількох короткометражках композитором музики був Вацлав Троян (1905—1983).

## Фільмографія

### Короткометражні фільми
- Zasadil dědek řepu (Мій дідусь посадив буряк, 1 січня 1945 р.). Мультфільми.
- Pérák SS (Спрингмен і СС, 20 грудня 1946 р.). Мультфільми.
- Дарек (Дар, 12 вересня 1947 р.). Мультфільми.
- Zvířátka a Petrovští (Тварини та бандити, 12 вересня 1947 р.). Мультфільми.
- Román s basou (Історія баса, 1 січня 1949 р.).
- Čertův mlýn («Диявольський млин», 1 січня 1949 р.).[16]
- Árie prérie (Пісня про прерію, 1949).
- O zlaté rybce (Золота рибка, 1 січня 1951 р.). Мультфільми.
- Veselý cirkus (Веселий цирк, 1 січня 1951 р.).
- Dva mrazíci (Два морозики, 1 січня 1954 р.)
- Циркус Гурвінек (Circus Hurvínek, 1 січня 1955).
- Проч ЮНЕСКО? (Чому ЮНЕСКО, 1 січня 1958 р.). Мультфільми
- Вашень (Страсті, 1 січня 1962 р.).
- Kybernetická babička (Кібернетична бабуся, 1 січня 1962 р.).
- Archanděl Gabriel a paní Husa (Архангел Гавриїл і місіс Гусак, 1 січня 1964 р.).
- Максплатт (1965)
- Рука («Рука», 26 жовтня 1965 р.).

### Художні фільми
- Шпалічек (Чеський рік, 13 грудня 1947 р.)
- Císařův slavík (Імператорський соловей, 15 квітня 1949 р.)
- Баджаджа (Принц Баяя, 26 січня 1950)
- Staré pověsti české (Старі чеські легенди, 10 вересня 1953)
- Добрий вояк Швейк (Добрий солдат Швейк, 1 січня 1955 р.)
- Sen noci svatojánské (Сон в літню ніч, 25 вересня 1959 р.)

### Нагороди
- Каннський короткометражний фільм року для фільму «Звіржка а Петровшті» (1946)